# Cirriphyllum subnerve
Cirriphyllum subnerve är en bladmossart som beskrevs av Hugh Neville Dixon 1933. Cirriphyllum subnerve ingår i släktet hårgräsmossor, och familjen Brachytheciaceae. Inga underarter finns listade i Catalogue of Life.